# Номинальный режим
Номинальный режим (продолжительный режим) — такой режим работы машин и оборудования, при котором они могут наиболее эффективно работать на протяжении неограниченного времени (более нескольких часов). Для оборудования, связанного с рассеиванием энергии (резисторы), либо с её преобразованием (двигатели, генераторы), номинальный режим определяется возможностью работы оборудования без превышения предельно допустимых температур.
Для авиационного двигателя номинальный режим (или сокращённо «номинал», также «максимальный продолжительный» — Мпр) также является максимально допустимым для длительной работы и ограничен оборотами, нагревом лопаток турбины (для газотурбинных двигателей) или поршней и клапанов (для поршневых двигателей, нагревом масла. Поэтому, как правило, номинал используется только при наборе высоты, а наработка на номинале учитывается отдельно от наработки на взлётном и пониженных режимах и ограничена в общем ресурсе (как правило, цифрой порядка 25 %). Например, на самолётах Ан-72 и Ан-74 установлены отдельные счётчики ресурса для взлётного, номинального и пониженных режимов, включающиеся автоматически через концевые выключатели под рычагами управления двигателями. 
При продолжительном режиме выходная мощность меньше, чем при часовом или иных повышенных режимах, поэтому её повышение играет важную роль для оборудования, работающего долгое время под номинальной нагрузкой, как например электродвигатель вентилятора компьютера либо лампа освещения. 
Среди способов повысить мощность оборудования в продолжительном режиме можно назвать следующие:
- применение системы охлаждения (воздушной либо жидкостной), что позволяет увеличить объём отводимого тепла
- снижение тепловых сопротивлений, достигаемое за счёт применения более совершенной изоляции, термопаст либо за счёт полировки соприкасающихся поверхностей на границе теплового перехода
- для электрооборудования:
  - снижение электрических потерь
  - применение более нагревостойкой изоляции

Современные электродвигатели для повышения длительной мощности имеют монолитную изоляцию из кремнийорганического лака или иного изоляционного материала с высокой теплопроводностью, а также активное охлаждение. Двигатели, работающие в повторно-кратковременном (например, на грузоподъёмных кранах) или продолжительном (двигатели вентиляторов, тяговые двигатели электропоездов и городского электротранспорта) режимах имеют самовентиляцию от насаженной на вал крыльчатки. Электродвигатели, работающие с номинальной нагрузкой в широком диапазоне частот вращения (двигатели некоторых станков, ТЭД локомотивов) часто имеют независимую вентиляцию от отдельно приводимого вентилятора, так как при малых оборотах самовентиляция не может быть обеспечена.